# Horváth Zoltán utca (Kiskunfélegyháza)
A Horváth Zoltán utca Kiskunfélegyháza középkorú utcáinak egyike, a Kossuth utcát köti össze a Halasi úttal, majd tovább folytatódik a Vasút utcáig.
A város első utcajegyzékében (1850) Alsó zöld utcaként említik, mivel a város nyugati határában lévő ún. Nyomással (vagyis zöld területtel) volt határos. (Felső zöld utcának a mai Ady Endre utcát nevezték, aminek nyomvonala a Horváth Zoltán utca meghosszabbítása észak felé a Kossuth utcán túlra.) 1879-ben már Alsó zöld sornak hívták, ami kifejezte soros beépített jellegét. 1890-ben Városkert utca lett, nevét a város kertjének hívott faiskola után kapta, ami egykor a mai csongrádi vasútvonal helyén volt. 1893-ban az utca vonalát hivatalosan meghosszabbították a mai Gábor Áron utcáig. 1900-ban Lehel utcára nevezték át Lehel vezér után (ekkor tömegesen keletkeztek Félegyházán a személynévi eredetű utcanevek).
A kiskunfélegyházi szájhagyományban ismerték Alsóispita és Szólya utcaként is. 1830 körül ugyanis még itt volt az ispotály, később pedig Szólya Pál asztalos és kocsmáros háza.
Az 1920-as évek végére az utca vonala már elérte a csongrádi vasút vonalát, nem hosszabbodik tovább.
1945-ben, a városi tanács azon rendelete értelmében, mely számos utca nevét bírálta felül és javasolta a demokratikus eszmékért mártírhalált halt emberek nevét, Lehel utcáról Horváth Zoltán utcára változtatták az utca nevét. Horváth Zoltán jogász, újságíró, városi és országgyűlési képviselő ebben az utcában lakott, és 1945 februárjában halt mártírhalált; az utca ugyanezen év szeptemberétől viseli nevét.
Az utcának mai állapotában már nincs közvetlen kapcsolata a Kossuth utcával a járműforgalom számára. Horváth Zoltán egykori, a mai 3. számú ház helyén állt lakóháza sincs már meg, az 1980-as években lebontották, helyére üzletház került. 